# Ys VI: The Ark Of Napishtim
Ys: The Ark of Napishtim (イースVI -ナピシュテムの匣- Īsu Shikkusu -Napishutemu no Hako-?, Ys VI: El Arca de Napishtim) es un videojuego de acción RPG japonés, desarrollado y publicado por Nihon Falcom Corporation. Es la sexta entrega de la serie de videojuegos Ys, y fue lanzada por primera vez en 2003 para la plataforma Windows y posteriormente el 2015 en un lanzamiento mundial por parte de Xseed Games. El juego fue llevado en 2005 a PlayStation 2 y en 2006 a PlayStation Portable, estos dos últimos por Konami y en un lanzamiento mundial. Es una de las primeras instalaciones en contener .ogg como formato de audio.
Sin contar las traducciones por fan, esta sería la cuarta entrega en traducir a inglés.

## Argumento y escenario
La historia empieza tras los eventos de Lacrimosa of DANA cuando el barco de Adol Christin, un joven eresiano pelirrojo, es atacado por una flota de barcos romunos cerca del Gran Vórtice, una región en el mar turbulenta que rodea las Islas Canaán. Adol cae por la borda y es encontrado, inconsciente, en una playa de las Islas Canaán por las hijas del jefe de un pueblo Rehda, Olha e Isha (que en realidad eran hijas de su hermano que murió en combate contra un monstruo de calamidad). Las chicas lo llevan al pueblo para curarlo, y cuando está recuperado empieza la aventura. Lo que no sabe, es que Adol no es el único humano que cayó en el vórtice: había otros que naufragaron muy cerca del vórtice.
El objetivo del juego es destruir el Gran Vórtice para poder volver a casa. Adol viajará de isla en isla buscando antiguas reliquias y recolectando oro, emel y puntos de experiencia.
Durante la exploración el protagonista recorre distintos escenarios (pueblos, bosques, mazmorras, ruinas...) armado con hasta tres espadas distintas (que puedes mejorar haciéndolas subir de nivel), cada una con su combo y su poder especial basado en su elemento (viento, fuego, rayo).

## Sistema de juego
Se trata de un videojuego de rol de acción en el que el jugador controla al personaje principal, Adol, que es quien interactúa con los demás personajes ya que el juego ofrece pocas posibilidades de decisión y alteración de la trama.
El mecanismo, presentado en Ys III y V, se ha expandido, haciendo un mayor control sobre los ataques y saltos. Esto incluye cortes en carrera, estocada hacia arriba y estocada al caer.
El medio es representado con gráficos en tres dimensiones. Los personajes, monstruos y jefes menores utilizan gráficos 3D pre-renderizados (Exc. en PlayStation 2, que usa modelos 3D reales), mientras que los jefes mayores utilizan modelos 3D reales.
El jugador puede seleccionar el grado de dificultad (entre tres posibles) deseado al empezar el juego.

## Banda sonora
La música y los efectos de sonido del videojuego están compuestos por Falcom Sound Team JDK, y se han lanzado varios álbumes oficiales:
- Ys VI: The Ark of Napishtim Original Sound Track (2003): La banda sonora completa del juego. Cuenta con 32 pistas y suma un total de 110'8".[3]
- Ys: The Ark of Napishtim Special Sound CD (2005)[4]
- The Songs of Zemeth - Ys VI Vocal Collection (2005)

## Versiones
- El 2003, se ha creado dos versiones: una edición limitada que solo contiene el juego y una edición normal que incluye nuevas funciones: dos nuevas dificultades y el modo contrarreloj, extraído de Ys V EXPERT. Años más tarde, una tercera versión contiene nuevas funciones, extraídas de Ys Origin.
- El 2005, Konami ha hecho cambios durante el desarrollo para PlayStation 2, como la inclusión de voces japonesas e inglesas, no disponible esa primera característica en la versión europea. Además, se rediseñarón todos los gráficos: ahora todos los personajes usan modelos 3D en vez de sprites prerenderizados. Los videos estilo anime fueron remplazados por videos 3DCG, pero se encuentran ocultos los primeros y se acceden vía códigos, trampas o revisando el disco en la PC. Se eliminaron la sangre y los efectos gore presentes en las versiones de Windows, debido al requerimiento de clasificación de la consola. El arsenal de Adol permite alterar sus trajes.
- A finales de 2005, Konami también ha eliminado la sangre y los efectos gore durante el desarrollo para PlayStation Portable. Los cambios hechos en la PlayStation 2 fueron descartados en esta plataforma. Las versiones norteamericanas y europeas contienen nuevas funciones que no estaban disponibles con la versión japonesa, lo cual se hizo una edición especial. No se incluyeron voces, además, los jugadores crítican negativamente acerca de la carga lenta y reiterada.
- El 2007, debido a fallas con Windows Vista, se ha creado un parche de compatibilidad con ese sistema. Los usuarios de Windows XP y 7 no son afectados por dichas fallas. Además, ese parche permite resoluciones Widescreen (de aspectos 16:10 y 16:9). Años más tarde, se ha creado un parche de compatibilidad con Windows 8 y 10, debido a fallas en los dichos sistemas con núcleo x64.
- El 2015, Xseed Games ha publicado una versión global de la versión de Windows, corrigiendo todos los errores de redacción hechos por Konami.